# 필립 카스노프
필립 캐즈노프(Philip Casnoff, 1949년 8월 3일 ~ )는 미국의 배우이다.

## 출연 작품
- 더 포스트 - 찰머스 로버츠 역